# George Lake
George Lake, ameriški astronom, * 1953, † 24. maj 2019.
Bil je profesor astronomije in fizike na Univerzi v Washingtonu. Ukvarjal se je z raziskovanjem temne snovi in razvojem galaksij in kroglastih kopic.
V začetku 1980. je bil Lake zaposlen v Bellovih laboratorijih (Bell Labs), kjer je raziskoval temno snov v galaksijah z Robertom Schommerjem.
Leta 1984 je skupaj z Rayem Carlbergom z Univerze v Torontu s superračunalnikom simuliral nastanek galaksij.
Njuni rezultati so odkrili nekaj presenetljivega: ni bilo pomembno, kakšna je bila začetna vrtilna količina galaksije. Lahko sta vzela dva sistema z enakima vrtilnima količinama in naredila iz enega razpršeno, hitro se vrtečo spiralno galaksijo in iz drugega gosto in počasi se vrtečo eliptično. Pri nastanku galaksij se torej dogaja nekaj, česar pri vrtenju togih teles ni. Če so bili začetni pogoji taki, da je bilo krčenje gladko, so se delci ustalili v spiralnem disku. Če pa sta dovolila, da na majhnih razdaljah nastajajo kepice snovi, so te kolovratile naokrog in oddajale vrtilno količino temni snovi. Nastala je počasi se vrteča eliptična galaksija. Končno sta prišla do parametra, ki je bil odločilen za bodoči videz galaksije: obnašanje snovi na majhnih razdaljah med krčenjem protogalaksije. Raziskovala sta ta mehanizem tako, da sta spreminjala naključno (termično) gibanje delcev, kar je enako spreminjanju temperature. Majhne kepice so se razbohotile, če so bili začetni pogoji »mrzli« in nastala je eliptična galaksija. Če pa so bili začetni pogoji »topli«, je termično gibanje zatrlo kepice in nastala je spiralna galaksija. V tem času je A. Miesels pokazal, da se termične hitrosti v Hubblovi razvrstitvi sistematično spreminjajo. V grobem so današnje termične hitrosti v eliptičnih galaksijah dvakrat večje od tistih v spiralnih, kar pomeni, da so eliptične bolj vroče od spiralnih. To je v navideznem nasprotju z rezultati Lakea in Carlberga, vendar sta astronoma že imela pripravljen odgovor: če ima začetna termična hitrost temne snovi ravno pravo vrednost, lahko s svojim modelom začneta z galaksijami, ki gredo skozi »hladno« krčenje in prideta do galaksij, ki imajo končne termične hitrosti tako velike, kot so jih izmerili v eliptičnih galaksijah, medtem ko lahko iz galaksij, ki so začele kot »vroče«, nastanejo galaksije s tako majhnimi termičnimi hitrostmi, kot so jih izmerili v spiralnih galaksijah. Ostaja pa zanimivo vprašanje, zakaj naj bi temna snov imela ravno pravo začetno termično hitrost. Lake in Carlberg sta ugotovila, da ta hitrost določa porazdelitev mase (gostote) v galaksiji. Iz meritev današnjih hitrosti zvezd v galaksijah sta sklepala na porazdelitev mase (vključno z maso temne snovi), iz tega pa na začetno termično hitrost. Njuni izračuni so se ujemali z meritvami. Nenavadno pri tej magični vrednosti termične hitrosti je to, da se popolnoma ujema z vrednostjo, ki bi jo pričakovali, če bi imel nevtrino ravno pravšnjo maso, da bi bilo Vesolje zaprto. To bi pomenilo, da je Vesolje natančno uravnoteženo med večnim širjenjem in končnim krčenjem. Raziskave, ki so jih po Lakeovem in Carlbergovem delu astronomi že opravili, so potrdile pomembnost temne snovi v razvoju galaksij, tako da ima raziskovanje njihovega nastanka in razvoja tudi kozmološki pomen. Odgovori lahko na vprašanje ali se bo Vesolje razširjalo v dolgočasno praznino ali pa se bo skrčilo v brezpomembno gravitacijsko singularnost.